# Julio Vaquero i Serraima
Julio Vaquero i Serraima (Barcelona, 1958) és un pintor realista català. S'enquadra fonamentalment en el realisme i en la pintura figurativa a partir de l'observació del natural. A partir de la dècada de 2000, Vaquero començà a experimentar en la manipulació i alteració d'objectes en un barreja ambigua de realisme i simbolisme. Les seves obres han estat exposades tant a nivell local com a nivell internacional, en ciutats com Barcelona, València, Madrid, Lió, Nova York, Bolonya o Miami.

## Biografia

### Inicis
Va néixer a Barcelona el 19 de juny de 1958 en el si d'una família de quatre fills dels que era el tercer. El 1979 es llicencià en Belles Arts per la Facultat de Belles Arts de Sant Jordi de Barcelona i rebé el seu primer premi de pintura, el Premi Joan Güell, atorgat per la mateixa institució. La primera exposició la va realitzar l'any 1986 a la Galeria Carlos de Sicart de Cadaqués; l'any següent ja va exposar a la seva ciutat natal.

### Dècada de 1990
Julio Vaquero ha estat guardonat amb la Medalla d'Honor del premi BMW de pintura en dues ocasions, els anys 1994 i 1996. L'any 1999, s'exhibí la sèrie Zigurat de misterios dins l'exposició El realisme a Catalunya del Centre Arts Santa Mònica; actualment s'exposa de manera permanent a Can Framis Museu de Pintura Contemporània de la Fundació Vila Casas.

### Dècada de 2000
L'any 2001, les seves obres formaren part de l'exposició col·lectiva Between Heaven and Earth, New Classical movements in the Art of today del Museu d'Art Modern d'Oostende, Bèlgica. El 2005 se celebrà a Madrid la seva primera sèrie exposició de dibuixos sobre paper vegetal a la Galeria Trama de Madrid. L'any 2007, també exposà a les mostres Mimesis et inventio i Im Licht der Wirklichkeit, ambdues al Panorama Museum de Bad Frankenhausen d'Alemanya. El 5 de maig de 2011, Vaquero inaugurà dues exposicions simultànies sota el nom La fi de les aparences a l'Arts Santa Mònica a l'Espai Anella i dins d'una exposició col·lectiva a la Galeria Trama. A principis del 2014, va inaugurar la seva exposició Buscar en tierra de nadie a la Fundació Vila Casas. El fil conductor d'aquesta era "escenificar fragments de la realitat, retenir la fugacitat del temps i reflexionar sobre la nostra (de l'home) fragilitat".
Actualment, compagina la feina de pintor amb la d'assessor artístic de la Fundació Sorigué. A més a més, periòdicament imparteix conferències tant en l'àmbit universitari com en altres àmbits de difusió general sobre pintura realista i figurativa. També ha estat membre del jurat en diversos certàmens de pintura. És expert en l'obra d'Antonio López García i va col·laborar en 2011 en el programa de TV2 La Mitad Invisible en el capítol dedicat a aquest pintor.

## Estil
L'obra pictòrica de Vaquero s'enquadra en la representació realista, fent incís en la seva qualitat matèrica. Centra part del seu estudi i anàlisi en el problema de la llum i l'espai; específicament, juga amb l'espai tridimensional i el pla. Treballa la situació de la figura a l'interior d'espais simbòlics. Vaquero pinta els seus quadres del natural a partir d'espais creats per ell mateix a l'interior del seu estudi.

## Col·leccions i exposicions

### Permanents
Algunes de les seves obres s'exposen permanentment en diversos museus i col·leccions, i són les següents:
- Museu del Fútbol Club Barcelona, Barcelona.
- Col·lecció Testimoni de la Caixa de Pensions, Barcelona.
- Col·lecció Editorial Planeta, Barcelona.
- Seu de les Corts Regionals de Castella la Manxa, Toledo.
- Museu de Pintura de Valdepeñas, Ciudad Real.
- Can Framis, Fundació Vila Casas, Barcelona.
- Col·lecció Luís Infante, Madrid.
- Col·lecció Hesperia, Madrid.
- Fundació Lily, Madrid.
- Fundació Sorigué, Lleida.
- Col·lecció Ernesto Ventós, Barcelona.

### Temporals
- 1986: Galeria Carlos de Sicart, Cadaqués. (col·lectiva)
- 1987: Galeries Grifé i Escoda, Barcelona. (individual)
- 1989: Sala Parés, Barcelona. (col·lectiva)
- 1989: INTERARTE, València.
- 1989: Galeria Boronat, Barcelona. (mostra inaugural)
- 1990: Galeria Afinsa, Madrid.
- 1990: Fundació Caixa de Pensions, Barcelona.
- 1990: Tria d'obra recent, Col·lecció Testimoni.
- 1990: Galeria Michel Guinle, Lió.
- 1991: Galeria Forni, Bolonya. (individual)
- 1991: EXPOART Miami '91, Florida. (col·lectiva)
- 1992: Kouros Gallery, Nova York. (individual)
- 1992: «A Barcelona» Sala Parés, Barcelona. (col·lectiva)
- 1993: Galeria Heller, Madrid. (individual)
- 1994: Sala Parés, Barcelona. (individual)
- 2001: Museu d'Art Modern d'Oostende, Barcelona (col·lectiva).
- 2003: Realitats il·luminades Museu de Montserrat, Barcelona. (individual)
- 2004: Galeria Trama, Barcelona.
- 2005: Galeria Trama, Barcelona.
- 2011: Arts Santa Mònica, Barcelona. (individual)
- 2011: Galeria Trama, Barcelona. (individual)
- 2012: Galeria Fúcares, Ciudad Real. (individual)[8]
- 2014: Fundació Vila Casas, Barcelona.[8]
- 2019: Entre el llambreig i la penombra, ArtalRoc, Andorra (individual)[10]

## Premis
Julio Vaquero ha rebut diversos premis al llarg de la seva vida per la seva obra pictòrica:
- 1979: Premi Joan Güell de la Facultat de Belles Arts de Sant Jordi (Barcelona).
- 1987: Primer accèssit en la II Biennal de l'Esport de Barcelona.
- 1989: Premi «Molino de Oro» de las Cortes Regionals de Castilla la Mancha.
- 1992: Primera medalla a la LIII Exposición Nacional de Artes Plásticas de Valdepeñas.
- 1994: Medalla d'Honor del premi IX BMW de pintura.[3]
- 1996: Medalla d'Honor del premi XI BMW de pintura.[4]